# 布法羅鎮區 (朱厄爾縣)
布法羅鎮區（英語：Buffalo Township）為位在美國堪薩斯州朱厄爾縣的鎮區。2010年美国人口普查中該鎮區人口有507人。

## 地理
布法羅鎮區涵蓋面積105.18平方（40.61平方英里），其中0.07平方公里或0.07%為水域。該鎮區有中布法羅溪（Middle Buffalo Creek）等溪流通過。

### 城市
- 朱厄爾

### 鄰近鎮區
- 朱厄爾縣
  - 華盛頓鎮區（北）
  - 格蘭特鎮區（東北）
  - 維克斯堡鎮區（東）
  - 普雷里鎮區（南）
  - 布朗斯克里克鎮區（西南）
  - 卡爾文鎮區（西）
  - 中央鎮區（西北）

### 墓園
此鎮區有2座墓園：朱厄爾墓園（Jewell Cemetery）以及沃利斯墓園（Wallace Cemetery）。

### 主要公路
- 14號堪薩斯州州道（英语：K-14 (Kansas highway)）
- 28號堪薩斯州州道（英语：K-28 (Kansas highway)）
- 148號堪薩斯州州道（英语：K-148 (Kansas highway)）

### 機場
- 威爾梅思機場（Willmeth Airport）

## 外部連結
- U.S. Board on Geographic Names (GNIS) （页面存档备份，存于）
- United States Census Bureau cartographic boundary files
- US-Counties.com
- City-Data.com （页面存档备份，存于）